# De lachende cavalier
De lachende cavalier, ook wel De Hollandse ridder getiteld, is een bekend schilderij van de Hollandse schilder Frans Hals. Het toont een zelfverzekerde man uit de nieuwe burgerij in zwierige kleding. Het schilderij is in 1624 gemaakt op canvas en is 83 bij 67,3 centimeter. Het bevindt zich in de Wallace Collection te Londen.

## Historie
Hals was bij leven enige tijd de meest eminente portretschilder van Haarlem. Na zijn overlijden was hij vrijwel vergeten. In de loop van de negentiende eeuw echter tekende zich hierin een kentering af en steeg zijn reputatie tot grote hoogte, zodanig dat hij Rembrandt van Rijn naar de kroon stak. Een markerend moment daarin was de veiling van De lachende cavalier in 1865, toen de markies van Hertford tot verbazing van iedereen de baron Von Rothschild overbood tegen zes keer de inzet. Op dat moment was het werk nog simpelweg getiteld Portret van een man. Tussen 1875 en 1888 kreeg het de titel De lachende cavalier. Onder die naam werd het in dat laatste jaar uitgeleend voor een expositie bij de Royal Academy of Arts, hoewel de duiding cavalier fout is: het betreft een prominent burger in modieuze en dure kleding.
De kunstverzameling van de markies van Hertford en zijn zoon Sir Richard Wallace, zou uiteindelijk de basis vormen van het museum de Wallace Collection, gesticht in 1897, zich nog steeds bevindend in de woning van de familie te Londen. Ook De lachende cavalier maakt nog altijd deel uit van deze collectie. Richard Wallace liet in zijn legaat bepalen dat het portret niet uitgeleend mocht worden. Het heeft het museum dan ook nooit meer verlaten. Voor de grote Hals tentoonstelling in Amsterdam (16 februari 2024) heeft het museum een slimme aanpassing in het legaat gedaan waardoor de lachende Cavalier voor het eerst sinds 200 jaar weer terug zal komen naar Holland.

## Afbeelding

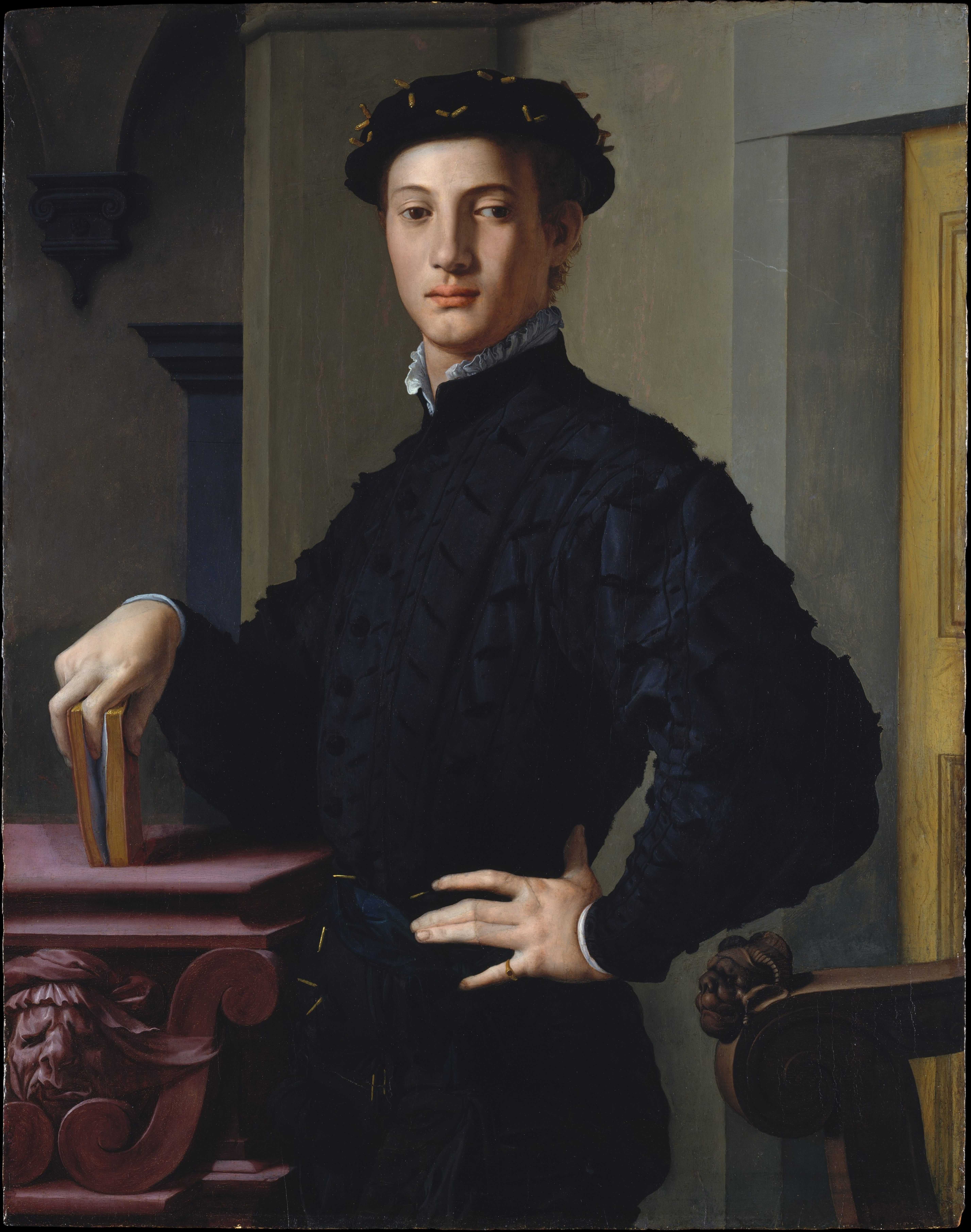
Portret van een jongeman uit de jaren dertig van de zestiende eeuw van Bronzino. Het schilderij is de oorsprong van de naam voor de armhouding die geldt als de Renaissance-elleboog. Metropolitan Museum of Art.

De lachende cavalier is exemplarisch voor de stijl van Hals. Kunsthistoricus Ghislain Kieft noemt het werk in De schilderkunst der Lage Landen "overrompelend". De afgebeelde figuur gaat zwierig gekleed in rijke modieuze kledij, met een prachtig geborduurd wambuis, een extravagante kanten kraag en imposante manchetten. Met name de kleding van de man is met groot technisch meesterschap afgebeeld. De weergave van de delicate kant aan de mouwen en de stevige glanspunten op de geborduurde motiefjes is erg verfijnd. Tegelijkertijd zien we elders vrijmoedige penseelstreken, bijvoorbeeld in de zwarte krabbels op de sjerp. Op de mouwen zijn een groot aantal liefdessymbolen te zien: flakkerende toortsen, liefdesknopen, harten en pijlen, bijen. Dit kan er op wijzen dat het hier een verlovingsportret betreft.
De houding van de linkerarm wordt de Renaissance-elleboog genoemd, naar een schilderij van Bronzino uit de jaren dertig van de zestiende eeuw waarop een jongeman staat afgebeeld met een arm in dezelfde houding als die op het schilderij van Hals.

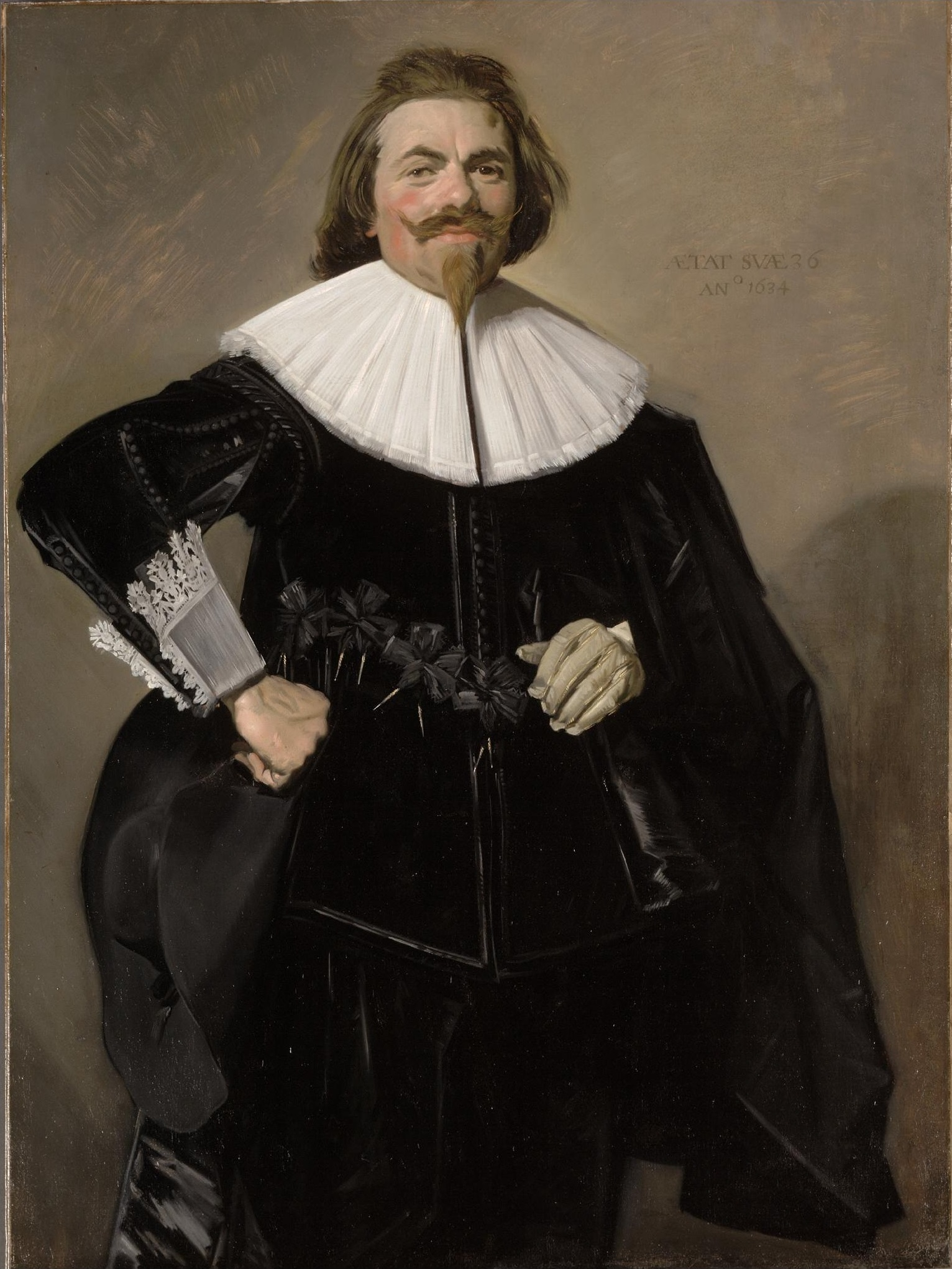
Hals: Portret van Tieleman Roosterman, 1634, Cleveland Museum

Een inscriptie rechtsboven in het portret wijst erop dat de geportretteerde man 26 jaar oud was toen het schilderij in 1624 werd geschilderd. Lange tijd was volledig onbekend wie de afgebeelde persoon was, maar kunsthistoricus en Halskenner Pieter Biesboer wijst in een studie uit 2012 op koopman Tieleman Roosterman (1598-1673), die ook in 1634 door Hals zou worden geportretteerd. Wie het ook moge zijn, uit alles blijkt 's mans succes. Hij oogt uiterst zelfverzekerd. Ten halve afgebeeld tegen een egaal groene achtergrond, ziet hij de kijker enigszins vanuit de hoogte aan, het hoofd een beetje opgetild. Tegelijkertijd twinkelen zijn ogen en is zijn glimlach geamuseerd, mogelijk zelfs een beetje laatdunkend, "alsof er net iets doms is gezegd", aldus Kieft. Hals had de gewoonte om zijn modellen tijdens het poseren aan een concrete situatie te laten denken waarop ze moesten reageren, waardoor zijn portretten vaak iets fotografisch kregen, avant la lettre.